# Livre de Nahum
Pour les articles homonymes, voir Nahum (homonymie).
Le Livre de Nahum ou Nahoum est un Livre de l'Ancien Testament.
Nahum est un prophète juif originaire de Galilée, selon Jérôme de Stridon. Il écrivit sans doute ses prophéties entre 642 et 606 av. J.-C.. Les exégètes situent Nahum entre 663 et 612 (prise de Ninive par Babylone). Ce texte est une prophétie qui s'adresse principalement à la ville de Ninive, capitale du puissant empire assyrien.

## Résumé
Le chapitre 1 raconte que la terre sera brûlée à la venue du Messie (seconde venue pour les chrétiens) et parle de la miséricorde et de la puissance du Seigneur. Le chapitre 2 parle de la destruction de Ninive, qui est la préfiguration de ce qui se passera dans les derniers jours. Le chapitre 3 continue à prédire la destruction et la fin misérable de Ninive. Ninive y est comparée à la ville égyptienne de Thèbes, qui a été pillée plusieurs fois par les Assyriens, et définitivement détruite par Assurbanipal, roi d'Assyrie.